# Котетишвили, Вахушти Вахтангович
Вахушти Котетишвили (груз. ვახუშტი ვახტანგის ძე კოტეტიშვილი, 1935—2008) — грузинский советский литературный критик и переводчик, доктор филологических наук, профессор, академик Академии педагогических наук Грузии. Лауреат премии «Саба».

## Биография
Родился в семье известного грузинского литератора и общественного деятеля Вахтанга Котетишвили (1893—1937), мама — Нина Дилевская. В 1937-м году отца репрессировали.
Окончил факультет востоковедения Тбилисского государственного университета в 1959 году. С 1965 по 1977 год преподавал в университете.
Первое стихотворение опубликовал в 1954 году, первые переводы — в 1958 году.
Кандидатскую диссертацию «К вопросу о толковании лирики Хафеза» защитил в 1964 году. Получил докторскую степень за диссертацию «Структура персидской классической рифмы», защищённую в 1975 году.
Жил в Тбилиси на улице Вахтанга Котетишвили, 7